# 床上
| ウィキペディアには「床上」という見出しの百科事典記事はありません（タイトルに「床上」を含むページの一覧/「床上」で始まるページの一覧）。 代わりにウィクショナリーのページ「床上」が役に立つかもしれません。 |